# Élevage de tortues

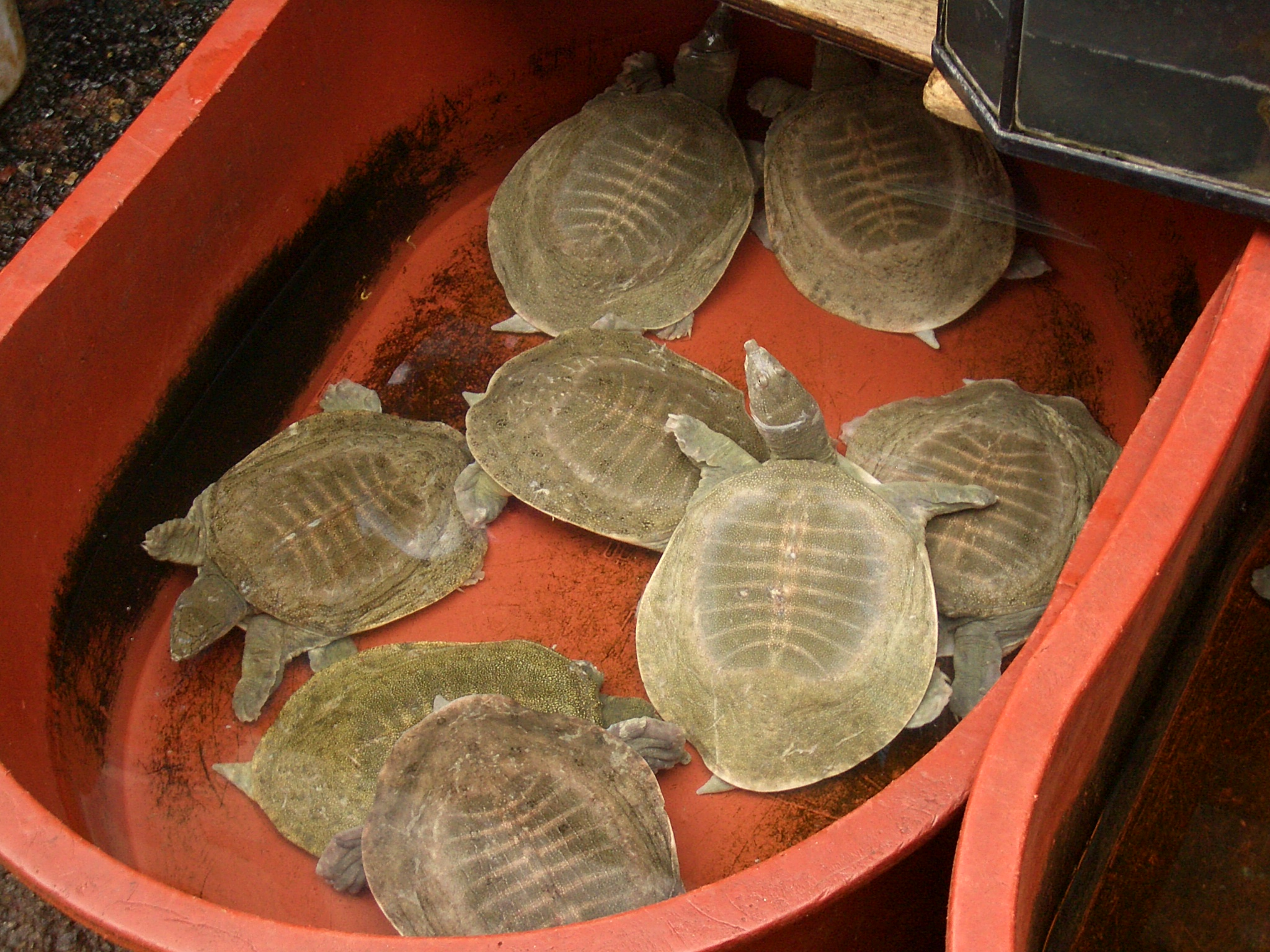
Tortues d'élevage (Pelodiscus sinensis) vendues sur un marché de Séoul en Corée du Sud

L’élevage de tortues est l'ensemble des opérations humaines permettant la multiplication des tortues. Les tortues d'élevage sont soit vendues pour la consommation, la médecine traditionnelle, la fabrication de cosmétique ou comme animaux domestiques, soit relâchées dans la nature à des fins de conservation des espèces.